# Hanna Burgwitz
Hanna Burgwitz (* 18. Mai 1919 in Berlin; † 14. April 2007 in Inzlingen) war eine deutsche Theater- und Filmschauspielerin und Schauspiellehrerin.

## Leben
Burgwitz wuchs in Berlin auf und besuchte dort die Schauspielschule von Lilly Ackermann. Danach folgten erste Theaterrollen in Essen, Frankfurt und Köln. Hanna Burgwitz spielte auf zahlreichen deutschsprachigen Bühnen, darunter lange Zeit in München an den Kammerspielen sowie am Residenztheater. In dieser Zeit unterrichtete sie an der Neuen Münchner Schauspielschule. Später leitete sie ihre eigene Schauspielschule. Zu ihren ehemaligen Schülern gehören Simone Rethel, Angela Winkler, Gwendolyn von Ambesser, Rüdiger Hacker, Friedrich von Thun, Ulrich Schwab und viele andere.
Über Harry Buckwitz gelangte Hanna Burgwitz 1970 ans Schauspielhaus Zürich. Von dort ging sie knapp 10 Jahre später ans Theater Basel und gehörte bis 1989 zum festen Ensemble. 1991 erhielt sie für die Rolle der Daja in Nathan der Weise den Hersfeld-Preis der Bad Hersfelder Festspiele.
Ihre erste Fernsehrolle spielte Hanna Burgwitz vermutlich 1960 in dem Fernsehfilm So ist es – ist es so? mit u. a. Pinkas Braun, Peter Capell und Horst Tappert. Es folgten weitere Auftritte wie in den Fernsehserien Kommissar Freytag, Das Kriminalmuseum, Der Kommissar und dem Tatort Tote brauchen keine Wohnung. Von 1996 bis 2002 war sie in der WDR-Serie Lindenstraße (Folge 568–853) als „Elisabeth Birkhahn“ zu sehen. Ab 1987 spielte sie die Hauptrolle in der ARD-Serie Zwei alte Damen geben Gas, für die sie mit dem Starlight-Preis der ARD ausgezeichnet wurde.
Auch in einigen Spielfilmen wirkte sie mit, wie 1970 unter der Regie von Michael Verhoeven in dem Streifen  o.k., dem eine wahre Begebenheit aus dem Vietnamkrieg zu Grunde liegt.
Am 14. April 2007 verstarb Hanna Burgwitz in Inzlingen über vier Wochen vor ihrem 88. Geburtstag.

## Auszeichnungen
- 1991: Hersfeld-Preis[1]

## Filmografie (Auswahl)

### Kino
- 1970: o.k.
- 1978: Eine Frau mit Verantwortung

### Fernsehen
- 1960: So ist es – ist es so?
- 1960: Ein Weihnachtslied in Prosa oder Eine Geistergeschichte zum Christfest
- 1962: Die Feuertreppe
- 1965: Auf halbem Weg zum Paradies
- 1965: Geld Geld Geld – Zwei Milliarden gegen die Bank von England
- 1965: Cigalon
- 1965: Yerma
- 1967: Die Voruntersuchung
- 1967: Stine
- 1967: Ostwind
- 1968: Haus Herzenstod
- 1969: Tausendundeine Nacht
- 1973: Tatort – Tote brauchen keine Wohnung
- 1976: Die Hellseherin
- 1977: Zeit der Empfindsamkeit
- 1996: Lindenstraße (als „Frau Birkhahn“ bis 2002)
- 1997: Nur für eine Nacht
- 1998: Blutiger Ernst
- 2000: Marienhof
- 2001: Die Verbrechen des Professor Capellari (Fernsehserie) (1. Episode)
- 2002: Bis dass dein Tod uns scheidet
- 2003: Bloch (Fernsehserie) (1. Episode)